# Opisthodactylus
Opisthodactylus — викопний рід птахів родини Нанду (Rheidae). Птах мешкав у міоцені у Південній Америці (на території Аргентини).